# Persea nivea
Persea nivea är en lagerväxtart som beskrevs av Carl Christian Mez. Persea nivea ingår i släktet avokador, och familjen lagerväxter. Inga underarter finns listade i Catalogue of Life.